# Dieffenbachia crebripistillata
Dieffenbachia crebripistillata är en kallaväxtart som beskrevs av Thomas Bernard Croat. Dieffenbachia crebripistillata ingår i släktet prickbladssläktet, och familjen kallaväxter. Inga underarter finns listade.